# Bijapur (Karnataka)
Bijapur és una ciutat de l'Índia a l'estat de Karnataka, districte de Bijapur, fundada a l'època de la dinastia Chalukya de Kalyani (segle X-XI) amb el nom de Vijayapura o "Ciutat de la Victòria" del que deriva el seu nom actual. La seva població (2001) era de 245.946 habitants (1901: 23.811 habitants). Les llengües principals són el kannada i l'anglès.
Fou conquerida al final del segle xiii per Ala al-Din Khaldji de Delhi i a la meitat del segle xiv (el 1347) va passar al reis bahmànides de Bidar. El soldà bahmànida Muhammad III, va nomenar el 1481 a Yusuf Adil Khan com a governador; Yusuf era suposat fill del soldà otomà Mahmud II, i havia fugit a l'Índia a la mort del seu pare per escapar a la matança dels prínceps en la lluita per la successió, i fou comprat com esclau per Mahmud Gawan, el visir o ministre principal de Muhammad III. El 1489 Yusuf es va declarar independent i va fundar la dinastia adilshàhida, que va governar la regió fins a la conquesta d'Aurangzeb el 1686. Els adilshàhides foren grans constructors i només a la ciutat es van construir 50 mesquites, 20 mausoleus o tombes i un nombre indeterminat de palaus.
Bijapur va patir una greu pesta bubònica el 1688 que va matar 150.000 persones incloent a Aurangbadi Mahall, la dona d'Aurangzeb, però els mogols van conservar la ciutat i Aurangzeb en va nomenar governador al seu fill més jove Kam Bakhsh. Aurangzeb va morir el 2 de març del 1707 i poc després Kam es va proclamar emperador a Bijapur amb el títol de Din-panah, però el seu regnat fou efímer. El 1718 la ciutat fou assolada per la fam, que va causar milers de morts i fou anomenada "Fam dels cranis" perquè els camins estaven plens de cranis de morts sense enterrar. El 1724 va quedar inclosa en les possessions del nizam de l'Estat de Hyderabad.
Fou venuda als marathes el 1760 i derrotats aquestos pels britànics, Bijapur va quedar en el seu poder però la van cedir al rajà de Satara fins al 1849. Fou erigida en districte el 1864. Fams terribles es van patir a Bijapur el 1818-1819, el 1824/1825, el 1832/1833, el 1853/1854, el 1863/1864 i el 1866/1867. La municipalitat es va establir el 1854.

## Llocs d'interès
- Gol Gumbaz, tomba de Muhammed Adil Shah

- Malik-e-Maidan (Senyor de la batalla) el més gran canó del món a l'època medieval

- Jumma Masjid, una de les primeres mesquites de l'Índia

- Ibrahim Roza, mausoleu d'Ibrahim Adil Shah II, suposada inspiració del Taj Mahal

- Anand Mahal, Palau de les Delícies, construït per Adil Shah II el 1589

- Mehtar Mahal, Palau dels Escombriaires per haver estat construït suposadament per un escombriaire.

- Asar Mahal, Palau construït per Muhammad Adil Shah el 1646 com a cort de justícia